# Victor Delagarde
Pour les articles homonymes, voir Delagarde.
 (mars 2017).
Victor Delagarde (né en 1890 à Paris et mort en 1954 à Orléans) est un syndicaliste français, mécanicien en instruments de précision, anarchiste puis communiste.
En 1924, il est élu au Comité directeur du Parti communiste (PC). Quelques mois après son élection au Comité directeur, il est exclu du PC.

## Biographie
- 1913 : il est secrétaire du groupe anarchiste des Ve et XIII arrondissements de Paris.
- 1914 : il est mobilisé.
- 1915 : il est placé en sursis d'appel. Affecté spécial aux usines Morane, il est élu délégué ouvrier.
- 1918 : il est licencié pour faits de grève.
- 1919 : il est affecté au 6e dragons. Démobilisé, il est embauché par l'Association des ouvriers en instruments de précision (AOIP), société coopérative. Cette même-année, il adhère au groupe des Jeunesses socialistes révolutionnaires du XIIIe arrondissement de Paris.
- 1920 : il est élu secrétaire de la section administrative du syndicat des ouvriers sur métaux (section de la petite mécanique, tourneurs en optique, etc.).
- 1921 : il adhère au PC.
- 1922 il devient membre de la commission exécutive de la Fédération des Métaux.
- 1923 : son mandat à la Fédération des Métaux est renouvelé. En avril, il fait partie du bureau intérimaire de la Fédération.
- 1924 : le congrès de Lyon du PC l'élit membre suppléant du Comité directeur. Mais, en novembre, le premier rayon du PC l'exclut. Le mois précédent, il avait protesté contre l'accusation d'indiscipline dont il était l'objet, puis, quelques jours avant son exclusion, avait dénoncé le régime bureaucratique en Russie. En décembre, une conférence nationale extraordinaire vote, à l'unanimité moins trois abstentions, son exclusion.
- 1925 : le congrès national de Clichy du PC confirme cette sanction.
- 1927 : il déclare cesser toute activité militante.
- 1929 : il devient le directeur de l'AOIP.

## Distinctions
- Chevalier de la Légion d'honneur (1938).

## Source
- Dictionnaire biographique du mouvement ouvrier français, Les Éditions de l'Atelier, 1997